# 史蒂芬·里德
史蒂芬·里德（英語：Stephen Leather，1956年10月25日—）是英国知名惊悚小说畅销书作家。

## 生平
1956年10月25日生于曼彻斯特斯文顿，成长于萨尔与查尔顿-哈迪，毕业于曼彻斯特文法学校以及巴斯大学生物化学专业，其职业生涯丰富多彩，曾在英国帝国化学工业公司做过生物化学分析师，在采石场铲过石灰石，当过面包师、汽车加油站服务员、酒吧招待员和国内税收工作人员等，之后又在《格拉斯哥先驱报》、《每日镜报》、《每日邮报》、《南华早报》以及《泰晤士报》等报社做过十多年的新闻记者，1992年开始专职小说创作。2011年，史蒂芬·里德位列Kindle全球畅销书英国籍作家排行榜第二位。2017年9月30日，依据史蒂芬·里德1992年的出版的畅销小说《中国佬》改编的电影《英伦对决》在中国上映。

## 代表作品
- 《硬着陆》
- 《软目标》
- 《辣妹舞女》
- 《冷杀》
- 《热血》
- 《死者》
- 《实弹射击》
- 《草菅人命》
- 《公平游戏》
- 《中國佬》